# Bill Hurst (cầu thủ bóng đá)
William Robert Hurst (4 tháng 3 năm 1921 - tháng 12 năm 2005) là một cầu thủ bóng đá người Anh thi đấu ở vị trí tiền vệ cánh.